# بلدة كانون (ميشيغان)
كانون (بالإنجليزية: Cannon Township, Michigan)‏ هي بلدة تقع بولاية ميشيغان في الولايات المتحدة. تبلغ مساحتها 96.1 (كم²)، وترتفع عن سطح البحر 257 م، بلغ عدد سكانها 12075 نسمة في عام تعداد الولايات المتحدة 2000 حسب إحصاء مكتب تعداد الولايات المتحدة وتصل الكثافة السكانية فيها 129.9 نسمة/كم2.

## وصلات خارجية
- Cannon Township,Michigan
- The US50 - Cities and Towns in Michigan State
- Michigan Cities and Towns, Facts, Map, Flag, Colleges, Government, and More